# جيسي جونسون (موسيقي)
جيسي جونسون (بالإنجليزية: Jesse Johnson)‏ هو موسيقي وعازف قيثارة أمريكي، ولد في 1 يونيو 1960 في روك أيلاند في الولايات المتحدة.

## وصلات خارجية
- الموقع الرسمي
- جيسي جونسون على موقع IMDb (الإنجليزية)
- جيسي جونسون على موقع ميوزك برينز (الإنجليزية)
- جيسي جونسون على موقع أول ميوزيك (الإنجليزية)
- جيسي جونسون على موقع ديسكوغز (الإنجليزية)
- جيسي جونسون على موقع قاعدة بيانات الفيلم (الإنجليزية)